# Ekibastuz FK
El Ekibastuz FK (en kazajo: Ekibastuz Fýtbol Klýby) es un equipo de fútbol de Kazajistán que juega en la Primera División de Kazajistán, la segunda categoría de fútbol en el país.

## Historia
Fue fundado en el año 2003 en la ciudad de Ekibastuz con el nombre Energetik Pavlodar, debutando al año siguiente en la Primera División de Kazajistán. En 2005 es campeón de la segunda categoría y por primera vez logra el ascenso a la Super Liga de Kazajistán.
Su primera aparición en la primera división nacional fue también su despedida al terminar en último lugar entre 16 equipos, pero al año siguiente es campeón de la segunda categoría y regresa a la Super Liga de Kazajistán para la temporada 2008.
En 2008 cambia su nombre por el de Energetik-2 Ekibastuz y desciende a la Primera División de Kazajistán al terminar en el lugar 14 entre 16 equipos y al año siguiente cambia su nombre por el de Ekibastuz FK.

## Palmarés
- Primera División de Kazajistán: 2

2005, 2007